# The Forgotten Frontier
The Forgotten Frontier – amerykański film dokumentalny z 1931 roku w reżyserii Marvina Breckinridge'a.

## Wyróżnienia
| Rok wpisania | National Film Registry |
| ------------ | --- |
| 1996         | Lista filmów budujących dziedzictwo kulturalne USA utworzona przez National Film Preservation Board i przechowywana w Bibliotece Kongresu Stanów Zjednoczonych |